# Mount Lolo
Mount Lolo är ett berg i Kanada.   Det ligger i provinsen British Columbia, i den södra delen av landet, 3 300 km väster om huvudstaden Ottawa. Toppen på Mount Lolo är 1 748 meter över havet.
Terrängen runt Mount Lolo är huvudsakligen lite bergig.Trakten runt Mount Lolo är nära nog obefolkad, med mindre än två invånare per kvadratkilometer.. Det finns inga samhällen i närheten.
I omgivningarna runt Mount Lolo växer i huvudsak barrskog.